# Semiothisa rectilinea
Semiothisa rectilinea är en fjärilsart som beskrevs av Warren. Semiothisa rectilinea ingår i släktet Semiothisa och familjen mätare. Inga underarter finns listade i Catalogue of Life.